# Свинецдизолото
Свинецдизолото — бинарное неорганическое соединение
свинца и золота
с формулой Au2Pb,
кристаллы.

## Получение
- В природе встречается минерал хунчуньит — Au2Pb с примесями Ag, Cu, Hg [3].

- Сплавление стехиометрических количеств чистых веществ:

{\displaystyle {\mathsf {Pb+2Au\ {\xrightarrow {434^{o}C}}\ Au_{2}Pb}}}

## Физические свойства
Свинецдизолото образует кристаллы
кубической сингонии, пространственная группа F d3m, параметры ячейки a = 0,7926 нм, Z = 8,
структура типа магнийдимеди Cu2Mg (Фаза Лавеса)
.
Соединение образуется по перитектической реакции при температуре 434°C 
(431°C ).